# Passerelle Simone-de-Beauvoir
De Passerelle Simone-de-Beauvoir (lett. Simone-de-Beauvoirvoetgangersbrug), oorspronkelijk bekend onder de tijdelijke naam Passerelle Bercy-Tobiac, is een fiets- en voetgangersbrug over de rivier de Seine in de Franse hoofdstad Parijs, gebouwd tussen 2004 en 2006. Het is de 37e en nieuwste brug over de Seine in de hoofdstad.

## Architectuur
De loopbrug, ontworpen door Dietmar Feichtinger van Feichtinger Architectes, wordt gekarakteriseerd door zijn opvallende vorm, waarmij hij sterk afwijkt van de andere drie voetgangersbruggen die binnen Parijs over de Seine lopen (de Passerelle Léopold-Sédar-Senghor, Pont des Arts en Passerelle Debilly). De geometrie van het geraamte, in een lensvormig ontwerp, vermindert de weerstand. De roterende verankering aan de steunpunten zorgt ervoor dat de brug op beide kades (waar een hoogteverschil tussen bestaat) op de juiste hoogte zit. De vijf traveeën overbruggen de rivier zonder een steunpunt in het water te gebruiken en sluiten direct aan op de wegen op de hogere oevers (het voorplein van de Bibliothèque François-Mitterrand (Rive Gauche) en het Parc de Bercy (Rive Droite), met dubbele steunpunten op de lagere oevers (de Quai François-Mauriac (Rive Gauche) en de Quai de Bercy (Rive Droite)).
Een terrein in het midden van de centrale 'lens' zorgt voor beschutting voor de voetgangers tijdens regenbuien.

## Geschiedenis
De brug is gebouwd in de fabrieken van het metaalconstructiebedrijf Eiffel in de Elzas, en werd over kanalen en rivieren naar Parijs vervoerd. Op 30 november 2005 werd hij door een sleepschip naar zijn uiteindelijke bestemming gebracht. Twee maanden later, op 28 januari 2006 werd de 650 ton zware brug rond drie uur 's middags omhoog gehesen en bevestigd.
In maart 2005 stelde Bertrand Delanoë voor om de nieuwe loopbrug te noemen naar Simone de Beauvoir. Op 13 juli 2006 werd hij officieel geopend in de aanwezigheid van Sylvie Le Bon-de Beauvoir, de geadopteerde dochter van Simone.

### Chronologie
- September 2004: infrastructuur aangepast
- Oktober 2004: fundamenten gelegd
- 2005-2006: plaatsing van de brug
- Juni 2006: brug getest op constructiefouten
- Juli 2006: opening van de brug voor het publiek

## Locatie
De brug verbindt het 12e arrondissement met het 13e arrondissement, ter hoogte van respectievelijk de Quai de Bercy en de Quai François Mauriac. De brug ligt vlakbij metrostation Quai de la Gare.